# Enrumsstuga

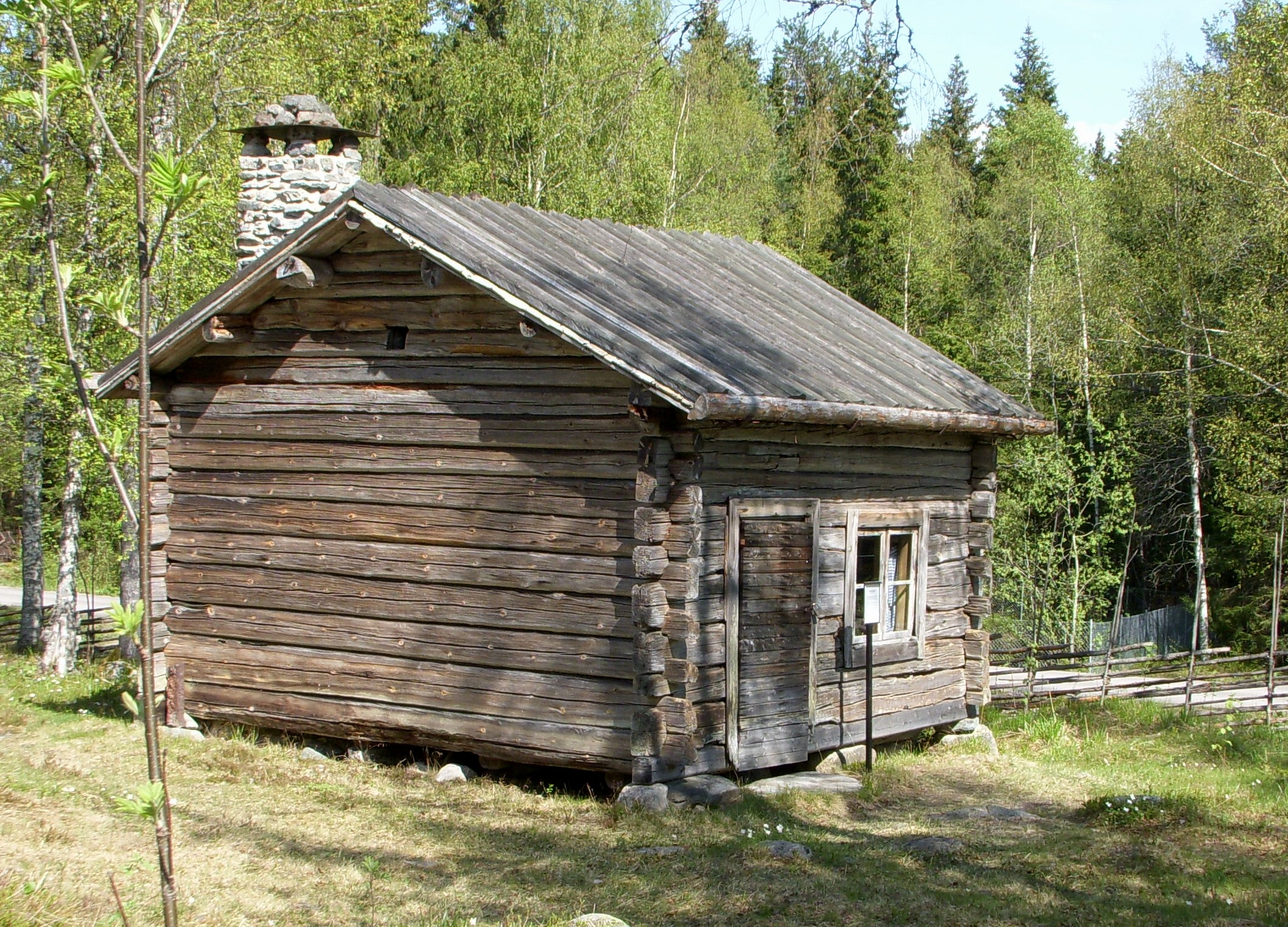
Svenskstugan på Finngammelgården.

Enrumsstugan är den äldsta formen av bostad som är känd i Sverige. Den består av ett, nästan kvadratiskt, rum (stugan) med eldstad, samt i vissa fall tillbyggnad av en förrådsbod.

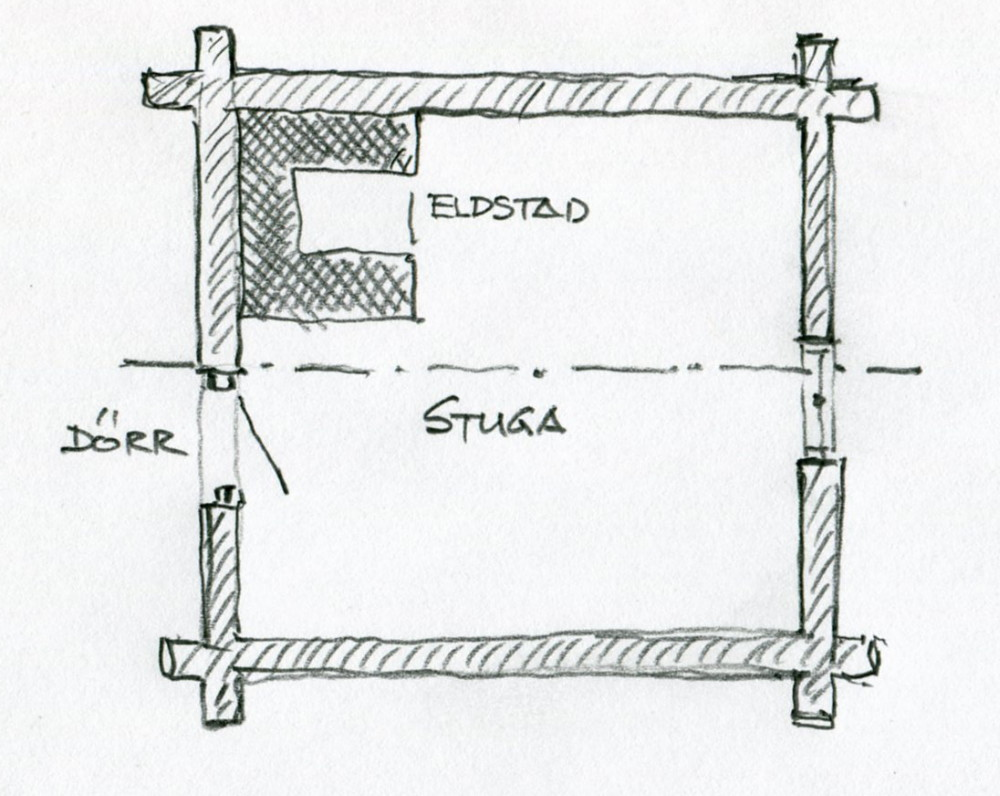
Planritning.

I sin ursprungliga form har enrumsstugan entrén från gaveln, eftersom takhöjden var låg och takfallen gick nästan ända nen till sockeln var det bara från gaveln som man kunde anlägga en dörr. I taket fanns en öppning för röken från eldstaden och för insläpp av dagsljus.  Hustypen påminner i sin äldsta form om rökstugan.
En senare utveckling av enrumsstugan var anordnande av skorsten och dagsljusinsläpp via ett takfönster.  Den typen var vanlig som bondstuga och för städernas enklare befolkning vid 1500-talets slut. 
Huset utvecklades ännu mer och blev sammanbyggt med en liten bod och en liten förstuga, samtidigt höjdes taket. Ingången anordnades då på husets ena långsida. Nästa steg i utvecklingen blev enkelstugan.